# Стайч, Рис
Рис Стайч (англ. Reece Styche; род. 3 мая 1989, Саттон-Колдфилд, Бирмингем, Англия, Великобритания) — английский и гибралтарский футболист, нападающий клуба «Телфорд Юнайтед» и сборной Гибралтара.

## Биография

### Клубная карьера
Родился в городе Саттон-Колдфилд в Англии. На взрослом уровне дебютировал в сезоне 2006/07 в составе клуба седьмой по значимости английской лиги «Хенсфорд Таун». В 2008 году покинул клуб и в течение следующих двух лет сменил 5 команд из восьмого и девятого дивизионов. В январе 2010 года Стайч подписал контракт с клубом Национальной лиги «Форест Грин Роверс», за который отыграл более 100 матчей. Пиком карьеры игрока стал 2014 год, когда он был отдан в аренду в клуб Лиги 2 «Уиком Уондерерс», где провёл 14 матчей. После окончания аренды, футболист покинул «Форест Грин» и перешёл в другой клуб Национальной лиги «Киддерминстер Харриерс», где выступал до 2016 года. Будучи игроком «Киддерминстер», дважды отдавался в аренду в клуб из шестого дивизиона «Тамуэрт». В 2016 году на правах аренды перешёл в «Маклсфилд Таун», с которым вскоре подписал полноценный контракт. Однако в составе «Маклсфилд» Стайч также не задержался и летом того же года подписал контракт с «Гейтсхед», а уже в ноябре 2016 на правах аренды перебрался в «Нанитон Таун». После ухода из «Гейтсхед» зимой 2017, выступал в клубах шестого дивизона «Тамуорт», «Дарлингтон» и «Олфретон Таун».

### Карьера в сборной
Дебютировал за сборную Гибралтара 1 марта 2014 года в товарищеском матче со сборной Фарерских островов, в котором вышел на поле в стартовом составе и был заменён на 72-й минуте. После этого долгое время не привлекался к играм сборной. Вернулся в национальную команду лишь осенью 2018 года и в составе сборной Гибралтара принял участие в трёх матчах Лиги наций 2018/2019.
18 ноября 2019 года, в заключительном матче отборочного турнира чемпионата Европы 2020 против Швейцарии, забил свой первый гол за национальную сборную, однако Гибралтар потерпел поражение со счётом 1:6.